# Пірограф

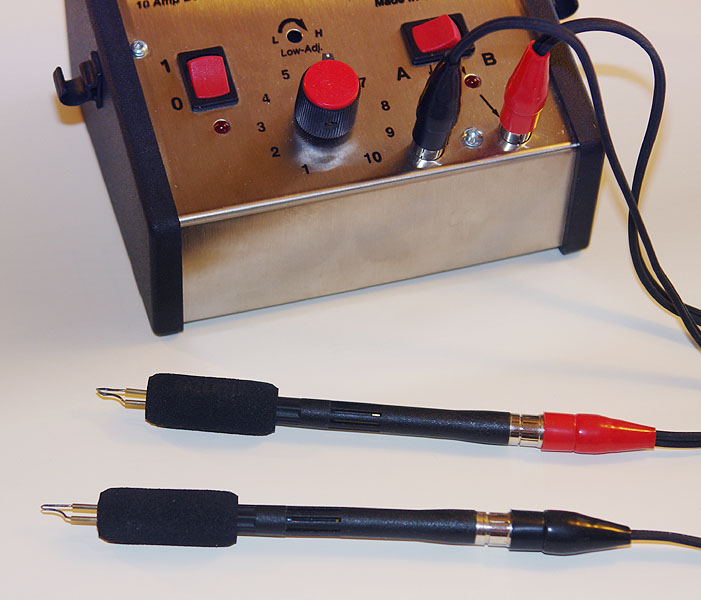
пірографія — прилад для випалювання

Пірографія (випалювач) — прилад для випалювання по дереву, шкіри та інших матеріалів для створення художнього малюнка.
Майстра, який працює в техніці пірографія, називають пірографістом.